# 佛堂門天后古廟
22°16′13.9728″N 114°17′23.8848″E / 22.270548000°N 114.289968000°E

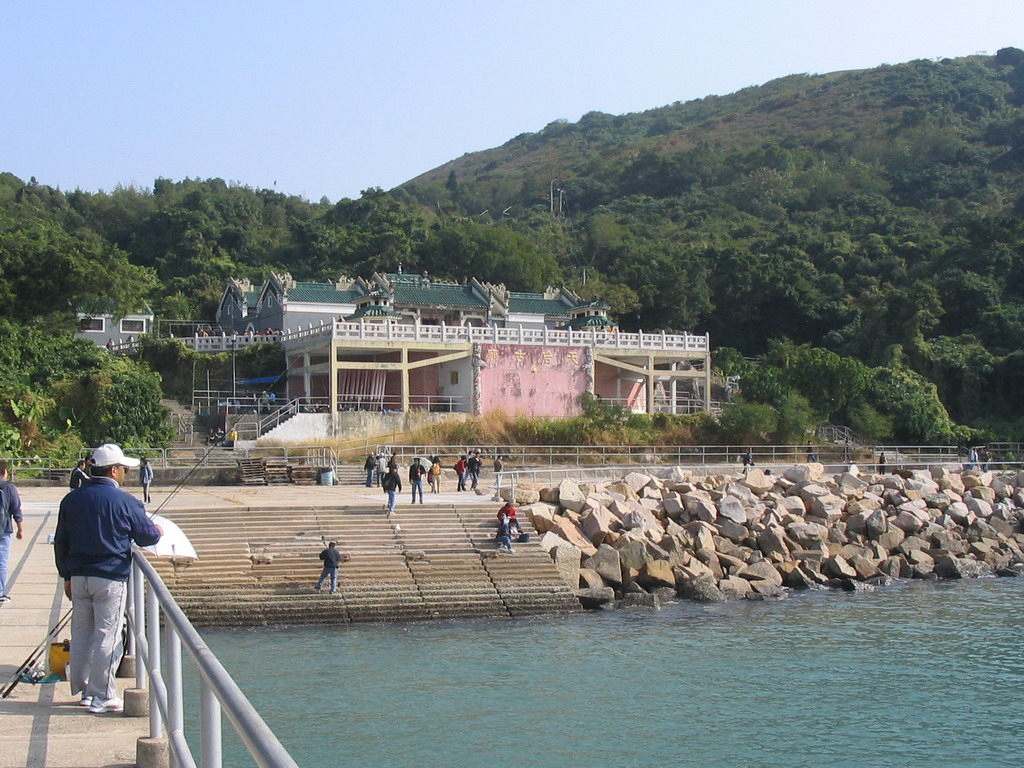
佛堂門天后古廟

佛堂門天后古廟，俗稱大廟，主奉天后媽祖，是香港最著名和最古老的天后廟，也是廣東沿岸現存最古老的天后廟，始建於南宋咸淳二年（1266年），現已被列為香港一級歷史建築，並由華人廟宇委員會負責管理。2023年6月8日，古廟獲古物諮詢委員會通過升格為法定古蹟。
古廟位於新界西貢區清水灣半島以南的大廟灣地堂咀，鄰近佛堂門及布袋澳。該廟屬於三開間單進設計，大殿供奉天后娘娘，右偏殿則有一座銅鐘及龍床。
由於廟宇三面環山，而且那些山區都是郊野公園範圍，所以如要循陸路進入，必須在大廟坳一帶的大坳門路經過一條不明顯的行山徑前往。然而該廟大部份信眾都是清水灣布袋澳一帶的村民，他們自己都會有船隻前往，並可在廟宇對出的碼頭停泊，所以一直以來，該廟對外的陸路交通都一些未有進行完善的開發。直至清水灣鄉村俱樂部落成後才稍作改善。

## 建築格局

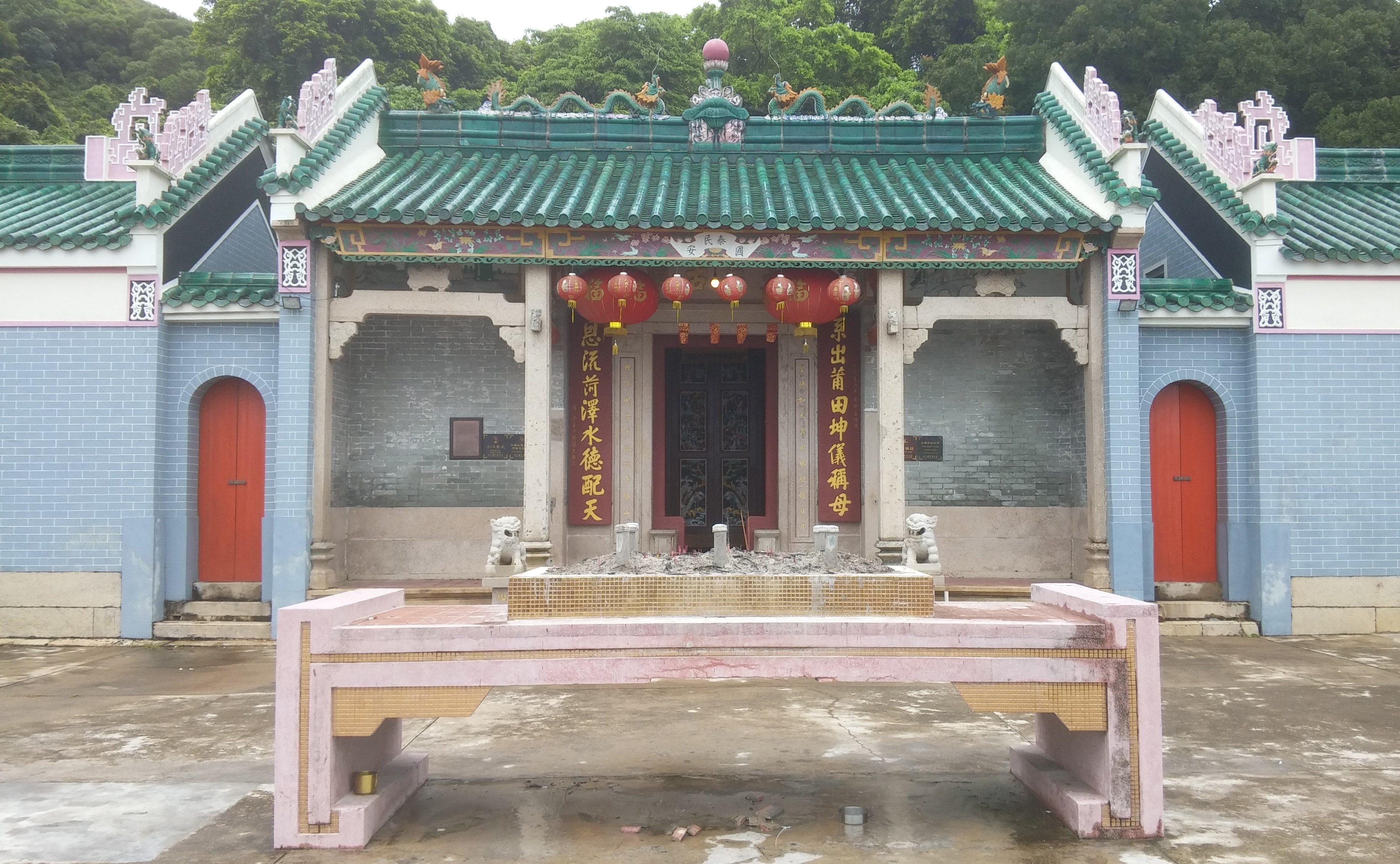
佛堂門天后古廟正門入口

現存古廟背山面海，沿用清朝華南時間民間風格建成，相信是在1877年修葺工程時形成現有布局。該廟正面壯觀，前面有一大片空地。前簷突出，由正門前兩柱支撐成門廊。左右各有兩個偏殿，可從內左右月牙門轉入。左邊偏殿分別供奉天后龍床及歡喜佛，而右邊偏殿則是司祝的辦事處。正殿供奉天后，另有2艘長2米多的天后神舟模型，置於正殿兩旁。 

## 歷史文物
廟內仍保留了清朝嘉慶4年（1804年）所鑄的鐵香爐及道光20年(1840年)鑄造的銅鐘等文物。可能还有现已不存的石刻碑文。

## 其他神祇
除天后外，本廟亦供奉另一神祇金花娘娘。  

## 天后誕
每年農曆3月23日是天后誕，當天前來參拜的信眾絡繹不絕，達3-4萬人之多。善信更喜歡到側殿摸龍床，以求子或財帛。 

## 重修
佛堂門天后廟曾分別於道光20年（1840年）、光緒3年（1877年）、1962年及2009年重修。

## 開放時間
- 每天：08:00-17:00
- 每年農曆3月22日晚天后誕前夕通宵開放
- 2022年4月25日至12月期間進行維修工程，廟宇全面關閉

## 公共交通
港鐵

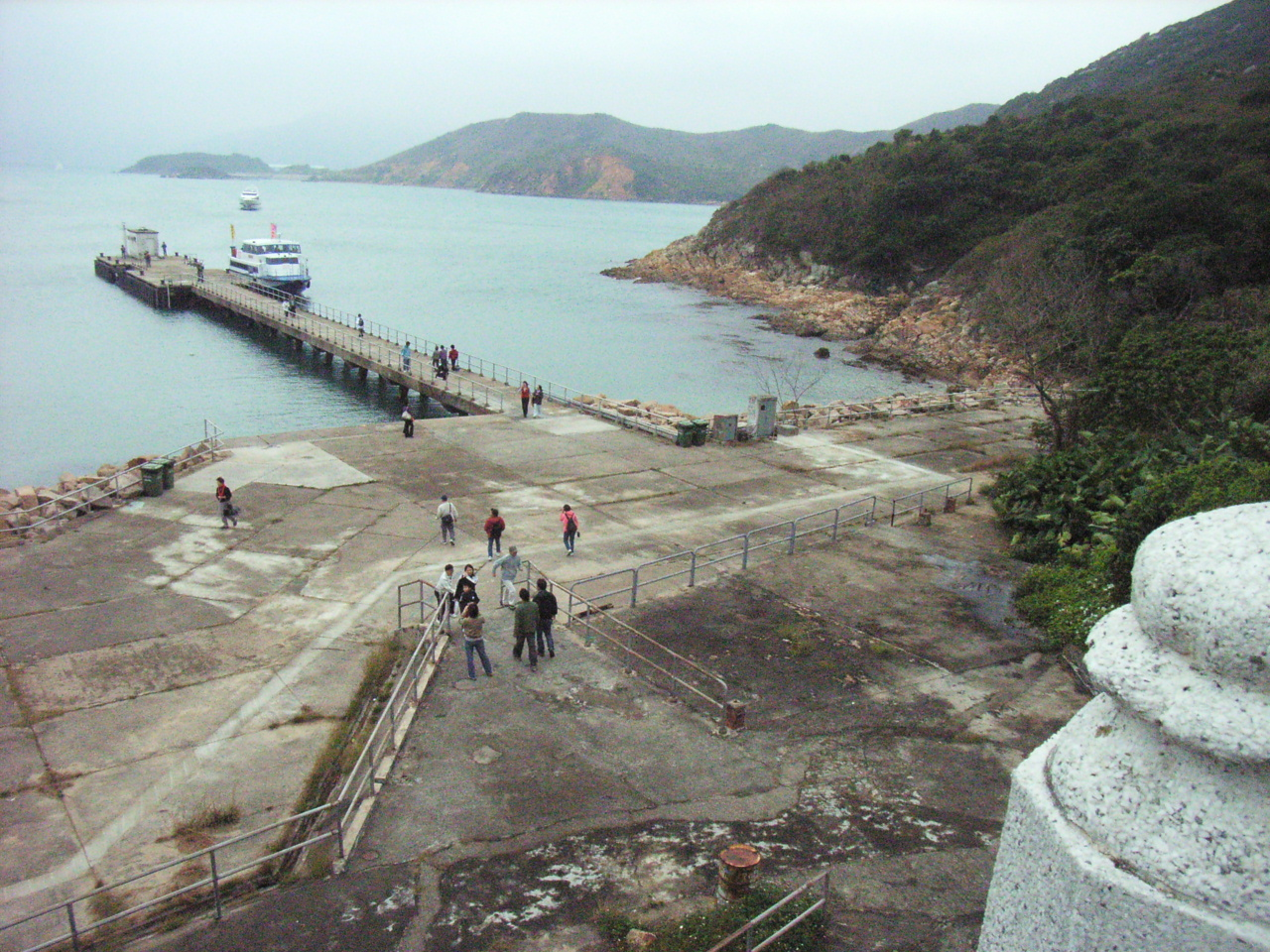
大廟灣碼頭可容數隻遊艇上落客(如圖)，攝者位於天后古廟的前地平台上。

- █  將軍澳綫：坑口站、寶琳站A出口轉乘專線小巴16號線(寶琳至布袋澳)在清水灣鄉村俱樂部前下車沿右方石級而下，步行約10分鐘。2023年收費每位$10.4，設分段收費。時間表可參照運輸署。
  - 每年天后誕（農曆三月廿三日）會有大量善信前往此大廟參拜，因此小巴營辦商除加密本線班次外，會開辦特別路線，在天后誕前夕0700至天后誕當天1700不停接載善信往來清水灣巴士總站至大廟，另可選擇新界的士前往

新渡輪每逢天后誕前夕及正日（農曆3月22及23日）會加開特別渡輪服務，往來北角碼頭及大廟灣，北角碼頭於10:00至翌日15:00提供服務，大廟灣則是11:15至翌日16:15，每小時一班（深夜時段每2小時一班）。現時普通渡輪單程收費$30，高速船收費$35。

### 引用
1. ↑  .   [2017-07-28]. （原始内容存档于2017-07-28）.
2. 1 2  .   [2017-07-22]. （原始内容存档于2017-05-27）.
3. 1 2  . 獨立媒體. 2023-06-08  [2023-06-08]. （原始内容存档于2023-06-26）.
4. ↑  .   [2019-12-05]. （原始内容存档于2020-04-28）.